# لغات هندية أوروبية
اللغات الهندية الأوروبية أو الألسن الهندوروبية أو الألسن الهندوأوروبية هي إحدى أكبر أسر اللغات. موطنها غرب أوراسيا وجنوبها، وتضم معظم لغات أوروبا بالإضافة إلى تلك الموجودة في شمال شبه القارة الهندية والهضبة الإيرانية. توسع عدد قليل من هذه اللغات، مثل الإنكليزية والفرنساوية والبرتغالية والإسبانية، من خلال الاستعمار في العصر الحديث ويُتحدّث بها الآن في جميع قارات العالم. تنقسم الأسرة الهندو الأوروبية إلى عدة فروع أو عائلات فرعية، أكبرها المجموعات الهندو الإيرانية والجرمانية والرومانسية والسلافية. اللغات الفردية التي ينطق بها أكبر عدد من السكان هي الإسبانية والإنجليزية والهندوستانية (الهندية/الأردية) والبرتغالية والبنغالية والماراثية والبنجابية والروسية، وكل منها يتحدث به أكثر من 100 مليون شخص. أما الألمانية والفرنسية والإيطالية والفارسية، يتحدث بكل منها حوالي 50 مليون شخص. في المجموع، يتحدث 46% من سكان العالم (3.2 مليار نسمة) الهندو أوروبية لغة أولى، وهي أعلى نسبة في أي عائلة لغوية على مستوى العالم. هناك حوالي 445 لغة هندو أوروبية حية، وذلك بحسب تقدير إثنولوج، ينتمي أكثر من ثلثيه (313) إلى الفرع الهندو إيراني.
تنحدر جميع اللغات الهندو أوروبية من لغة واحدة من ما قبل التاريخ، أعيد تشكيلها على أنها لغة هندو أوروبية بدائية، نُطق بها في وقت ما في خلال العصر الحجري الحديث. موقعها الجغرافي الدقيق غير معروف وكان موضوع العديد من الفرضيات المتنافسة، لكن تبقى فرضية كورغان الفرضية الأكثر قبولًا، وتفترض أن أورهايمات هي سهوب بونتيك - قزوين المرتبطة بثقافة اليمنايا حوالي 3000 سنة قبل الميلاد. بحلول الوقت الذي ظهرت فيه أولى السجلات المكتوبة، كانت الهندو أوروبية قد تطورت إلى العديد من اللغات المنطوقة في معظم أنحاء أوروبا وجنوب غرب آسيا. ظهرت أدلة مكتوبة على الهندو أوروبية في خلال العصر البرونزي في هيئة اللغات اليونانية والأناضولية والحثية واللوية. أقدم السجلات المتوفرة كلمات وأسماء حثية معزولة تضمنتها نصوص آشورية القديمة غير مرتبطة بها. الأشورية لغة سامية وجدت في نصوص مستعمرة كولتيبي الآشورية شرق الأناضول في خلال القرن العشرين قبل الميلاد. على الرغم من عدم وجود سجلات مكتوبة قديمة عن الهندو أوروبيين الأصليين، إلا أنه يمكن إعادة بناء بعض جوانب ثقافتهم وديانتهم من الأدلة المكتشفة في الثقافات اللاحقة. تعتبر الأسرة الهندو أوروبية مهمة في مجال علم اللغة التاريخي لأنها تمتلك ثاني أطول تاريخ مسجل لأي عائلة لغوية معروفة، بعد الأسرة الأفرو آسيوية الظاهرة على هيئة اللغة المصرية واللغات السامية. كان تحليل العلاقات الأسرية بين اللغات الهندو أوروبية وإعادة بناء مصدرها المشترك محوريًا في تطوير منهجية علم اللغة التاريخي كنظام أكاديمي في القرن التاسع عشر.
من غير المعروف ما إذا كانت الأسرة اللغوية الهندو أوروبية مرتبطة بأي عائلة لغوية أخرى من خلال أي علاقة وراثية بعيدة، على الرغم من أن العديد من المقترحات قدّم في هذا المجال.
خلال القرن التاسع عشر، استخدم المفهوم اللغوي للغات الهندو أوروبية بشكل متكرر بالتبادل مع المفاهيم العرقية للآرية والمفهوم التوراتي للجافتيت.

## أصل التسمية

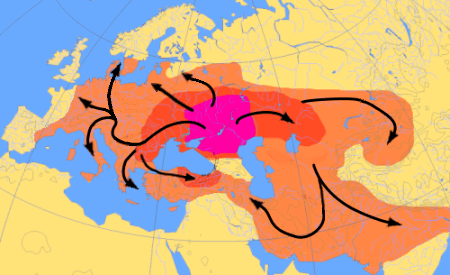
مخطط الهجرات الهندوأوروبية من 4000 إلى 1000 قبل الميلاد وفقاً لنظرية كورغان

مصطلح «اللغات الهندوأوروبية» صيغ في عام 1813 من قبل السير توماس يونغ، من الهندية + الأوروبية، والسبب هو امتداد هذه اللغات المشتركة في الأصل من غرب أوروبا إلى شرق الهند.

## اللغات الهندو أوروبية
- الهندو الإيرانية، وتنقسم إلى فرعين:
  - اللغات الهندو الآرية وتنقسم حاليا إلى عدة لغات أخرى منها:
    - الهندية وهي اللغة العامة في الهند.
    - الأردوية وهي اللغة الرسمية في باكستان.
    - البنغالية وهي اللغة العامة في بنغلاديش.

  - اللغات الإيرانية وفي شكلها القديم الأفستية التي نشر فيها أول مقالات زردشت. إلى هذه العائلة تنتمي كذلك اللغة الفارسية القديمة (من سنة 520 إلى 350 ق. م.)، من هذه اللغات تكونت اللغة الفارسية الحديثة، الأفغانية والكوردية والطاجيكية والداري والبشتو. إن اللغة الإرانية والهندية يكونان معا المجموعة الآرية.
- اللغة الأرمنية منذ القرن العاشر قبل الميلاد.
- اللغة التخارية "Tocharisch" لقد وقع اكتشاف هذه اللغة في أوائل القرن العشرين في شرق تركستان.
- اللغة الحيثية وهي مثل اللغة التخارية في الأناضول وقع اكتشافها كذلك في القرن العشرين.
- اللغة اليونانية أو الإغريقية، وهي تنقسم إلى ثلاثة فرق من اللهجات ionisch-attisch, achaisch وdorisch
- اللغة الألبانية هذه اللغة لا توجد في ألبانيا فقط بل كذلك في جنوب إيطاليا.
- اللغة الإيطاليقية وقد قسمت في القديم إلى "Oskisch-Umbrisch" و"Latino-Faliskisch". إن اللاتينية التي كانت اللغة العامة لمدينة روما أهم لغة في Latino-Faliskisch. من اللغة الاتينية أستخرجت لهجات التي تمثل اليوم اللغات الرومانسية مثل الإسبانية، الإيطالية، الفرنسية، البرتغالية والرومانية.
- اللغة الكلتية وقد كانت منتشرة كثيرا في أوروبا، وهي تنقسم إلى لغتين. لغة يتكلّمها سكّان الجزيرة والأخرى سكّان اليابسة (هذه اللغة انقرضت). من اللغات التي تنتمي إلى لغة الجزيرة:
  - الغالية الأيرلندية وهي لغة أيرلندا.
  - الغالية الاسكتلندية وهي لغة سكوتلندا.
  - الويلزية في ويلس، وهي لغة بريطانية.
- اللّغات البلطيّة وتنقسم إلى ثلاثة لغات:
  - اللّيتوانيّة
  - اللاتفية
  - البرٍوسيّة القديمة التي انقرضت حوالي 1700 بعد الميلاد.
- اللغة السّلافيّة وهي تنقسم إلى:
  - السّلافيّة الجنوبيّة: البلغاريّة، الصربية الكرواتية والسّلوفينيّة والبوسنية.
  - السّلافيّة الغربيّة: التّشيكيّة، السّلوفاكيّة والبولندية.
  - السّلافيّة الشّرقيّة: الرّوسيّة والأكرانيّة.
- اللّغات الجرمانيّة: اللغة الإنجليزية، اللغة الألمانية، اللغة النرويجية، اللغة السويدية، اللغة الدانماركية، اللغة الهولندية. أشهر اللغات الجرمانية هما اللغة الإنجليزية واللغة الألمانية.

## تاريخ اللغويات الهندو أوروبية
في القرن السادس عشر، بدأ الزوار الأوروبيون لشبه القارة الهندية في ملاحظة أوجه التشابه بين اللغات الهندية الآرية والإيرانية والأوروبية. في عام 1583، كتب المبشر اليسوعي الإنجليزي والباحث الكونكاني توماس ستيفنس رسالة من جوا إلى أخيه (لم تُنشر حتى القرن العشرين) أشار فيها إلى أوجه التشابه بين اللغات الهندية واليونانية واللاتينية.
قدم فيليبو ساسيتي رأي آخر، وهو تاجر ولد في فلورنسا عام 1540، وسافر إلى شبه القارة الهندية. في عام 1585، أشار إلى بعض أوجه التشابه بين الكلمات السنسكريتية والإيطالية، لكن ملاحظات تيفنس وساسيتي لم تؤديان إلى استفسار أكاديمي إضافي.
في عام 1647، لاحظ عالم اللغويات والباحث الهولندي ماركوس زويريوس فان بوكسهورن التشابه بين بعض اللغات الآسيوية والأوروبية وافترض أنها مشتقة من لغة مشتركة بدائية سماها السكيثيان. أدرج في فرضيته الهولندية والألبانية واليونانية واللاتينية والفارسية والألمانية، ثم أضاف لاحقًا اللغات السلافية والكلتية ولغات البلطيق، لكن اقتراحاته لم تنتشر ولم تحفّز المزيد من البحوث عن الموضوع.
زار الرحالة التركي العثماني أوليا جلبي فيينا بين عامي 1665 و 1666 ضمن بعثة دبلوماسية ولاحظ بعض أوجه التشابه بين الكلمات الألمانية والفارسية. قدم غاستون كويردو وآخرون ملاحظات مشابهة. أجرى كوردو مقارنة شاملة بين اللغات السنسكريتية واللاتينية واليونانية في أواخر ستينيات القرن الثامن عشر لاقتراح علاقة بينها. وفي الوقت نفسه، قارن ميخائيل لومونوسوف المجموعات اللغوية المختلفة، بما في ذلك السلافية والبلطيقية والإيرانية والفنلندية والصينية وغيرها، مشيرًا إلى أن اللغات ذات الصلة (بما في ذلك اللاتينية واليونانية والألمانية والروسية) يجب أن تكون قد انفصلت في العصور القديمة عن أسلاف مشتركة.

عادت الفرضية إلى الظهور في عام 1786 عندما حاضر السير ويليام جونز لأول مرة عن أوجه التشابه المذهلة بين ثلاث من أقدم اللغات المعروفة في عصره: اللاتينية واليونانية والسنسكريتية، والتي أضاف إليها مبدئيًا اللغة القوطية والكلتية والفارسية على الرغم من أن تصنيفاته احتوت على بعض الأخطاء والإغفالات. في أحد أشهر الاقتباسات في علم اللغة، أدلى جونز بالتصريح المتبصر التالي في محاضرة أمام الجمعية الآسيوية في البنغال عام 1786، مخمنًا وجود لغة أسلاف سابقة سماها «مصدرًا مشتركًا» دون أن يطلق عليها اسمًا أو يقول ما هي:
إن اللغة السنسكريتية، مهما كانت قديمة، ذات بنية رائعة. أكثر كماًلا من اليونانية وأكثر غزارة من اللاتينية ومصقولة اروع من أية منهما، ومع ذلك تحمل لكليهما تقاربًا أقوى، في كل من جذور الأفعال والقواعد، ما يمكن أن يكون نتج عن طريق الصدفة. تقارب قوي جدًا، لا يمكن لأي فلسفي أن يفحصه في اللغات الثلاثة جميعها دون أن يؤمن أنها نشأت من مصدر مشترك، ربما لم يعد موجودًا اليوم.
استخدم توماس يونغ مصطلح الهندو أوروبية لأول مرة في عام 1813، وهو مصطلح المشتق من الحدود الجغرافية لعائلة اللغة: من أوروبا الغربية حتى شمال الهند. المرادف لهذه التسمية هو الهندو جرمانية، وهي تسمية ظهرت لأول مرة بالفرنسية في عام 1810 في أعمال كونراد مالت برون. في معظم اللغات، تعتبر هذه التسمية قدية أو أقل استخدامًا من الهندو أوروبية، كما استخدمت العديد من التسميات الأخرى التي لم تنتشر وتتداول على نطاق واسع.

## انتشارها الحالي
ينطق اليوم 3.2 مليار شخص باللغات الهندو أوروبية في جميع القارات المأهولة بالسكان، وهو أكبر رقم حتى الآن لأي عائلة لغوية معترف بها. من بين 20 لغة بها أكبر عدد من المتحدثين الأصليين وفقًا لإثنولوج، هناك 10 لغات هندو أوروبية: الإسبانية والإنجليزية والهندوستانية والبرتغالية والبنغالية والروسية والبنجابية والألمانية والفرنسية والماراثية، وهو ما يمثل أكثر من 1.7 مليار ناطق أصلي. بالإضافة إلى ذلك، يدرس مئات الملايين من الأشخاص في جميع أنحاء العالم اللغات الهند، أوروبية لغات ثانوية أو جامعية، ويتضمن ذلك ثقافات ناطقة بعائلات لغوية مختلفة تمامًا وتمتلك خلفيات تاريخية مختلفة تمامًا كذلك. هناك ما بين 600 مليون ومليار شخص متعلم للغة الإنجليزية ابتداء من المستوى الثاني لوحده.